# Kanton Harzburg
Der Kanton Harzburg bestand von 1807 bis 1813 im Distrikt Goslar im Departement der Oker im Königreich Westphalen und wurde durch das Königliche Decret vom 24. Dezember 1807 gebildet. Es umfasst das Gebiet des vorherigen und darauffolgenden Amts Harzburg.
Im Zuge der Bildung des Kantons wurde Oker 1807 in den Bereich des bestehenden Amtsgebiets aufgenommen. Die neue Mitgliedsgemeinde entstand aus der Fusion der gemeindefreien Gebiete der Kommunion-Oker und Braunschweig-Oker.

## Gemeinden
- Bettingerode
- Bündheim
- Harlingerode
- Neustadt
- Ocker am Harz
- Schlewecke
- Westerode

## Einzelnachweis
1. ↑  Königliches Decret, wodurch die Eintheilung des Königreichs in acht Departements angeordnet wird. Verzeichniß der Departements, Districte, Cantons und Communen des Königreichs. In: Landschaftsverband Westfalen-Lippe (Hrsg.): Bulletin des lois du Royaume de Westphalie. Band I, Nr. 6, 1807, S. 166 f. (lwl.org [PDF; 4,9 MB; abgerufen am 28. März 2013]).